# Contea di Greene (Carolina del Nord)
La contea di Greene, in inglese Greene County, è una contea dello Stato della Carolina del Nord, negli Stati Uniti. La popolazione al censimento del 2000 era di 18 974 abitanti. Il capoluogo di contea è Snow Hill.

## Storia
La contea di Greene fu costituita nel 1791.